# Unvereinbarkeitshypothese
Unvereinbarkeitshypothese ist ein Begriff aus der Wirtschaftswissenschaft. Nach den Überlegungen und Arbeiten von Michael E. Porter auf dem Gebiet der Wettbewerbsstrategie kann ein Unternehmen nicht gleichzeitig einen möglichst niedrigen Preis und einen möglichst großen Zusatznutzen für den Kunden anstreben. Es läuft dabei Gefahr keinen ausreichenden Gewinn zu erzielen und „zwischen die Stühle“ zu geraten bzw. in den Zustand des sog. „Stuck in the Middle“ zu fallen.
Im Rahmen der Diskussionen um die hybriden Strategien revidierte Porter diese strikte Ansicht später. Zu nennen ist in diesem Zusammenhang auch der Outpacing-Strategies-Ansatz.

## Unvereinbarkeitshypothese
Die Hauptaussage von Michael E. Porter ist, dass Unternehmen, die sich für keine der drei Normstrategien (s. Wettbewerbsmatrix) entscheiden, „zwischen den Stühlen“ („Stuck in the Middle“) sitzen und dadurch weniger rentabel wirtschaften, oder sogar aus dem Markt ausscheiden können. Diese Hauptaussage wird auch als Unvereinbarkeitshypothese bezeichnet.
Märkte für welche die Unvereinbarkeitshypothese gilt, verfügen über eine hyperbelförmige Nachfragefunktion. Ein Beispiel für einen Markt, der eine hyperbelähnliche Nachfragefunktion aufweist, ist der Markt für Armbanduhren. Hier werden sehr geringe Mengen im fünf- oder sechsstelligen Dollar-Bereich und eine große Menge im zweistelligen Dollar-Bereich abgesetzt.
In der nachfolgenden Abbildung wird die Situation erläutert:

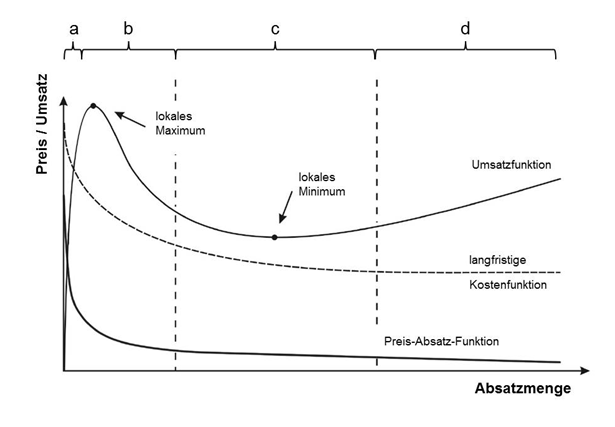
Umsatzfunktion mit extrem hyperbelförmiger Nachfragekurve und plausibler Wettbewerbsstrategie

Die Grafik veranschaulicht, wie es bei einer hyperbelförmigen Nachfragefunktion für die Unternehmen, bei unterschiedlichen Output-Größen zu einem unterschiedlichen Verhältnis von Umsatz und Kosten kommen kann. Wird ausgehend von der hyperbelförmigen Nachfragekurve die jeweilige Absatzmenge mit dem Preis multipliziert, entsteht eine „turnover function“. Die unterschiedlichen Kosten je Betriebsgröße werden durch eine typische – auf Grund von Economies of Scales – langfristig fallende Kostenfunktion geschätzt.
In der Grafik wird des Weiteren verdeutlicht, wie es bei einer hyperbelförmigen Nachfragefunktion zu der beschriebenen Situation „Stuck in the Middle“ von Porter kommt (s. Bereich „c“).

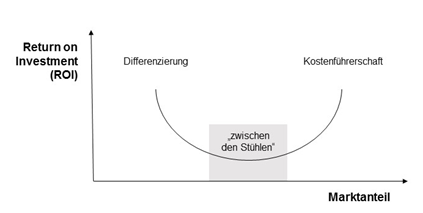
Unvereinbarkeitshypothese

Weder eine klare Strategie der Differenzierung (s. Bereich „b“ mit geringen Stückzahlen und hohen Preisen) noch eine Strategie der Kostenführerschaft (s. Bereich „d“ mit niedrigen Preisen aber hohen Stückzahlen) ist in dieser Situation gegeben. Diese Unternehmen verfolgen keine klare Strategie, sie sitzen „zwischen den Stühlen“ („stuck in the middle“). Deshalb verfügen diese Marktteilnehmer über eine geringe Rentabilität und laufen daher früher oder später Gefahr, aus dem Markt auszuscheiden. Im Bereich „c“ der Grafik ist zu erkennen, dass eine geringe Rentabilität vorliegt, da hier der Abstand zwischen der Umsatzkurve und der langfristigen Kostenkurve sehr gering ist.
Im Bereich „a“ empfiehlt es sich, im Rahmen der Markteintrittsstrategie, durch Wachstum schnell in die Gewinnzone zu gelangen. Etablierte Unternehmen befinden sich vor allem im Bereich „b“. Diese verfolgen entweder eine Nischen- oder eine Differenzierungsstrategie. Deren Produkte weisen aufgrund von Produktinnovationen Leistungsmerkmale auf, die einen höheren Preis rechtfertigen und als hochwertiger gelten. Daher wird für diese Produkte ein höherer Preis bezahlt.
Die Kostenführer bewegen sich im Bereich „d“, ebenso wie die wenigen Unternehmen, denen es gelingt die Strategien Kostenführerschaft und Differenzierung widerspruchsfrei zu kombinieren.